# Thaíssa Presti
Thaíssa Barbosa Presti (ur. 26 kwietnia 1988 w São Paulo) – brazylijska lekkoatletka specjalizująca się w sprincie, brązowa medalistka olimpijska (Pekin 2008), sześciokrotna medalistka mistrzostw Ameryki Południowej, dwukrotna medalistka mistrzostw ibero-amerykańskich, złota medalistka igrzysk Luzofonii.

## Przebieg kariery
W 2006 roku wystąpiła na igrzyskach Luzofonii, podczas których zdobyła dwa medale (złoty w sztafecie 4 × 100 m i brązowy w biegu na 100 m). Rok później otrzymała trzy medale mistrzostw kontynentu, w tym tytuł mistrzowski w konkurencji biegu sztafet 4 × 100 m. W jedynym w karierze występie na igrzyskach panamerykańskich, który miał miejsce w Rio de Janeiro, awansowała do finału sztafety 4 × 100 m (zajęła 6. miejsce) oraz uczestniczyła w zawodach w konkurencji biegu na 200 m (zakończyła je w fazie półfinałowej). Na mistrzostwach świata w Osace była uczestniczką brazylijskiej sztafety 4 × 100 m, która odpadła w eliminacjach, zajmując w swej grupie 9. miejsce.
W czasie letnich igrzysk olimpijskich rozgrywanych w Pekinie startowała wyłącznie w konkurencji sztafety 4 × 100 m. W finale razem z koleżankami z ekipy ustanowiła czas 43,14 plasujący brazylijską sztafetę na 4. miejscu – po dyskwalifikacji rosyjskiej sztafety za stosowanie dopingu Brazylijki awansowały o pozycję wyżej i tym samym zostały brązowymi medalistkami imprezy.
W 2009 roku zdobyła kolejne trzy medale mistrzostw Ameryki Południowej (srebrny w biegu na 200 m i sztafecie 4 × 100 m, jak również brązowy w konkurencji biegu na 100 m). W ramach światowego czempionatu w Berlinie awansowała do finału biegu sztafet 4 × 100 m, brazylijski zespół z jej udziałem ostatecznie ukończył zawody na 4. miejscu. W 2010 roku została dwukrotną medalistką mistrzostw ibero-amerykańskich (w tym złotą medalistką w konkurencji biegu sztafet 4 × 100 m).
W swej karierze trzy razy została mistrzynią kraju, w 2007 roku zdobyła złoty medal w biegu na 200 m, natomiast w 2012 i 2014 roku wywalczyła tytuł mistrzowski w sztafecie 4 × 100 m.

## Rekordy życiowe
- bieg na 100 m – 11,46 (9 października 2014, São Paulo)
- bieg na 200 m – 23,13 (31 maja 2008, Cochabamba)
- bieg na 400 m – 54,22 (30 lipca 2010, São Paulo)
- sztafeta 4 × 100 m – 43,07 (22 sierpnia 2009, Berlin)

Halowe
- bieg na 60 m – 7,60 (27 lutego 2016, São José)

Źródło: 